# Кактусові чагарники Аруби, Кюрасао та Бонайре
Кактусові чагарники Аруби, Кюрасао та Бонайре (ідентифікатор WWF: NT1313) — неотропічний екорегіон пустель і склерофітних чагарників, розташований на Карибах.

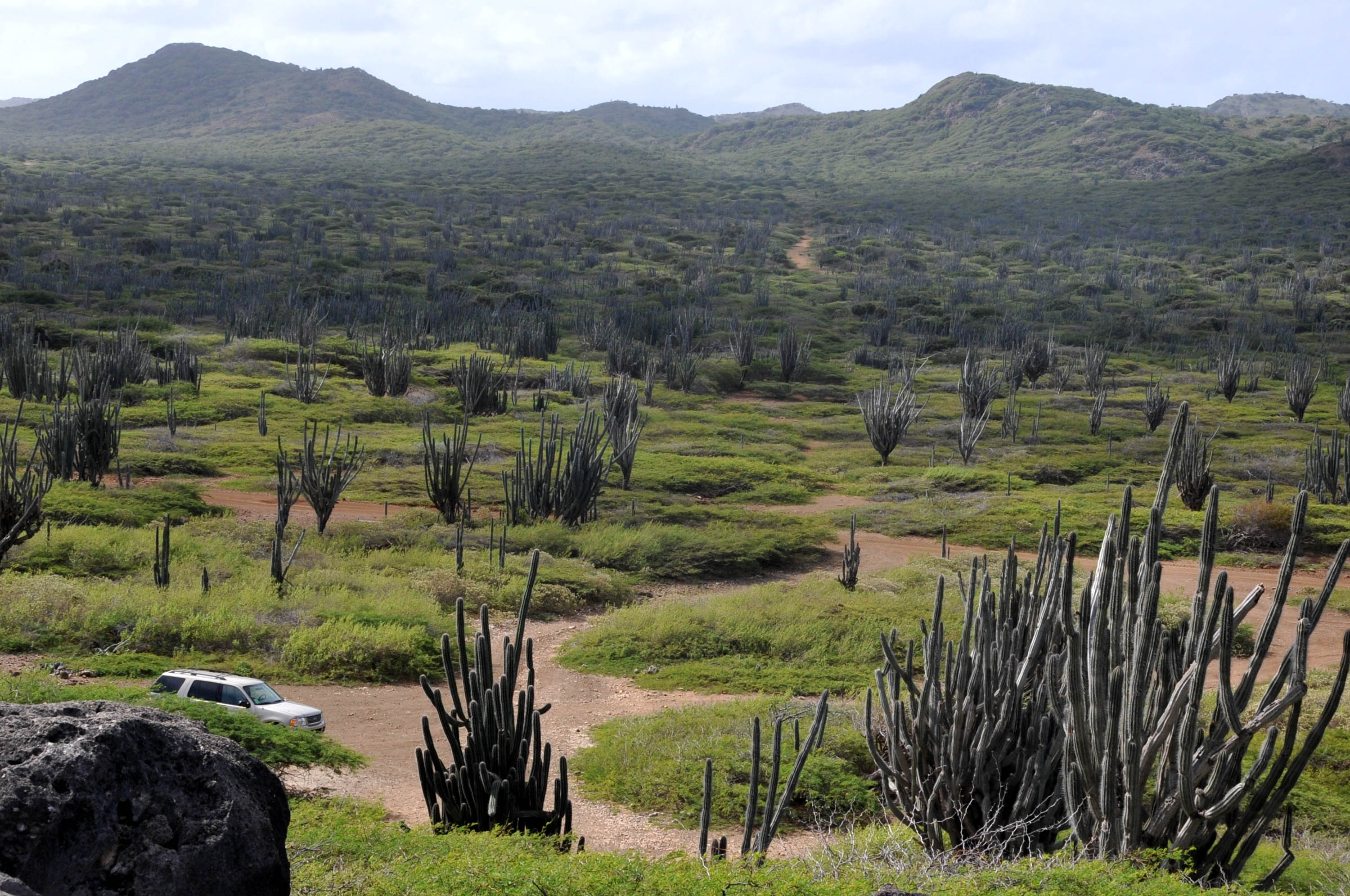
Ландшафт Національного парку Вашингтон-Слагбаай (Бонайре)

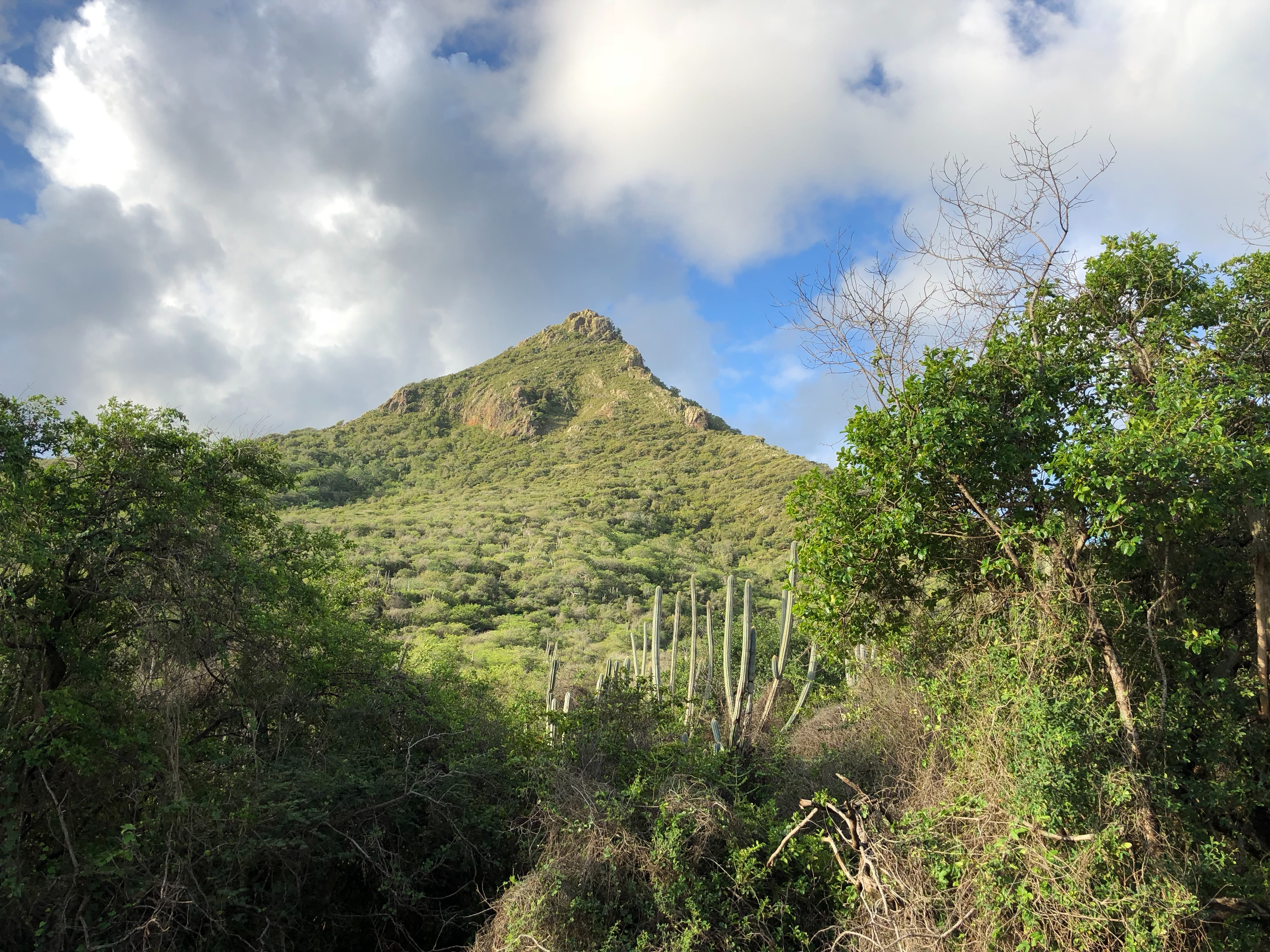
Ландшафт Крістоффельпарку (Кюрасао)

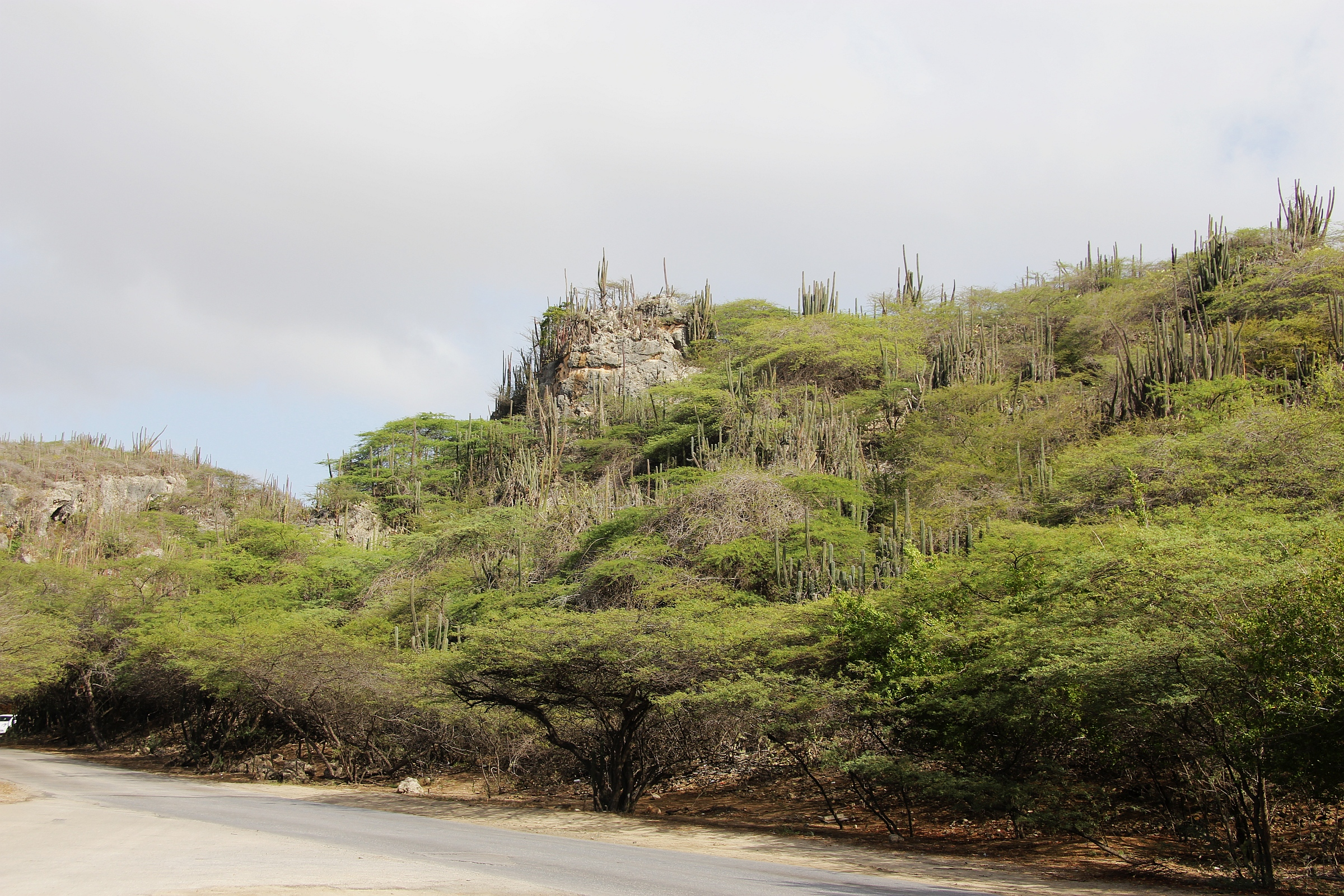
Ландшафт Аруби

## Географія
Екорегіон кактусових чагарників Аруби, Кюрасао та Бонайре охоплює острови Аруба, Кюрасао та Бонайре, відомі як острови ABC, а також кілька менших прилеглих островів, зокрема Малий Бонайре та Малий Кюрасао. Ці острови розташовані на півдні Карибського моря, за 40-80 км на північ від узбережжя Венесуели. Вони лежать на континентальному шельфі Південної Америки і складають найзахіднішу частину Підвітряних або Південних Антильських островів. Адміністративно Аруба, Кюрасао та Бонайре є частиною Нідерландів, на них проживає близько 300 тисяч людей.
Острів Кюрасао є найбільшим островом регіону: його довжина становить 65 км, а ширина — 11 км. З гори Крістоффельберг заввишки 375 м, найвищої вершини Кюрасао, можна побачити Бонайре, розташований за 40 км на схід, та Арубу, розташовану за 75 км на захід. Аруба має переважно плаский рельєф, тоді як рельєф Кюрасао та Бонайре більш горбистий. Основу всіх трьох островів складають переважно підняті вапняки та кварцові діорити.

## Клімат
На більшій частині екорегіону переважає напівпустельний клімат (BSh за класифікацією кліматів Кеппена), а у деяких районах Аруби — пустельний клімат (BWh за класифікацією Кеппена). Через підвітряне розташування відносно панівних пасатів опадів тут випадає дуже мало — лише 340-550 мм на рік, половина з яких припадає на період з жовтня по грудень. Постійні пасати та відносно тепла рівномірна температура протягом всього року (приблизно 26,7 °C) сприяють високому випаровуванню та нестачі води на островах.

## Флора
Природний рослинний покрив Аруби, Кюрасао та Бонайре переважно представлений розрідженими чагарниками, основу яких складають різні види кактусів. Подекуди серед них зустрічаються високі колоноподібні кактуси, які виростають до 6 м заввишки. Серед характерних кактусів регіону слід відзначити мексиканський органний кактус (Stenocereus griseus), перуанський яблучний кактус (Cereus repandus) та пухнастий волохатий кактус (Pilosocereus lanuginosus). Ці види рясно цвітуть і плодоносять протягом сухого сезону, забезпечуючи критично важливі ресурси для різноманітних кажанів, птахів та інших тварин. Серед характерних дерев, поширених на островах ABC, слід відзначити дубильну цезальпінію або діві-діві (Libidibia coriaria), національне дерево Кюрасао, гілки якого часто викривляються під впливом сильних вітрів і продовжують рости під кутом 90° до стовбура, а також жовтий кротон (Croton flavens) та циліндроколосу кордію (Varronia cylindristachya).
На західних схилах островів, де випадає трохи більше опадів, ніж на решті регіону, кактусові чагарники поступаються місцем сухим тропічним лісам. У цих лісах переважають невисокі колючі дерева заввишки 3-4 м, зокрема китицецвіті мескіти (Neltuma juliflora), покручені акації (Vachellia tortuosa), мексиканські бразілетто (Haematoxylum brasiletto), вест-індійські каперці (Quadrella indica), ігуанові каркаси (Celtis iguanaea), голі мальпігії (Malpighia glabra), багамські буррерії (Bourreria succulenta) та тремтячі казеарії (Casearia tremula). Вони перемежовуються пухнастими волохатими кактусами (Pilosocereus lanuginosus), каракаськими опунціями (Opuntia caracassana) та різними видами мелокактусів (Melocactus spp.). Акації (Acacia spp.) та опунції (Opuntia spp.) найчастіше зустрічаються на ділянках, які постраждали від надмірного випасу худоби. У прибережних частинах екорегіону зустрічаються ділянки мангрів.

## Фауна
Кактусові чагарники Аруби, Кюрасао та Бонайре підтримують унікальну фауну, яка включає низку ендемічних видів. Кактуси, які виступають найважливішим елементом місцевої рослинності та домінують у ландшафті, забезпечують їжею багатьох нектароїдних та плодоїдних тварин, передусім кажанів, і водночас покладаються на них у запиленні квітів та поширенні насіння. На острові Кюрасао зустрічається 7 видів кажанів, найпоширенішими з яких є язикаті кажани Міллера (Glossophaga longirostris elongata), популяція яких нараховує майже 2000 особин. Також на острові зустрічаються кажани-рибалки (Noctilio leporinus), південні довгоноси (Leptonycteris curasoae), печерні страхоморди (Mormoops megalophylla intermedia), тринідадські лійковухи (Natalus tumidirostris), вусані Деві (Pteronotus davyi) та майже ендемічні кюрасайські нічниці (Myotis nesopolus), які також зустрічаються в чагарникових заростях у прибережних районах на континенті. Усі ці види є рідкісними та перебувають під загрозою зникнення на островах внаслідок втрати місцевої рослинності. Окрім рукокрилих, єдиними місцевими видами ссавців, поширеними в екорегіоні, є вечірні миші Хуммелінка (Calomys hummelincki), які зустрічаються на Арубі та Кюрасао.
Орнітофауна екорегіону включає близько 200 видів птахів, багато з яких є рідкісними. Серед птахів, поширених на островах регіону, слід відзначити строкатоголового талпакоті (Columbina passerina), малого ані (Crotophaga sulcirostris), колібрі-рубіна (Chrysolampis mosquitus), синьохвостого колібрі-смарагда (Chlorostilbon mellisugus), аргентинську каракару (Caracara plancus), американського сича (Athene cunicularia), тринідадського амазона (Amazona ochrocephala), гвіанського папугу-горобця (Forpus passerinus), сірого тирана (Tyrannus dominicensis), блідого копетона (Myiarchus tyrannulus), карибську еленію (Elaenia martinica), венесуельського трупіала (Icterus icterus), тропічну комароловку (Polioptila plumbea), сивого пересмішника (Mimus gilvus) та золотоголового посвіржа (Sicalis flaveola). На узбережжі Бонайре знаходяться гніздові колонії червоних фламінго (Phoenicopterus ruber). Також острови регіону є улюбленими місцями зупинки та зимівлі для багатьох перелітних північноамериканських птахів.
Ендеміками екорегіону є низка підвидів деяких видів птахів, зокрема підвид південної зенаїди (Zenaida auriculata vinaceorufa), підвид американського боривітра Falco sparverius brevipennis, підвид американської сипухи Tyto furcata bargei, кілька підвидів рудоволого аратинги (Eupsittula pertinax), підвид північного тиранчика-короткодзьоба Sublegatus arenarum pallens, підвид чорновусого віреона Vireo altiloquus bonairensis, підвид жовтодзьобого пересмішника Margarops fuscatus bonairensis, підвид прерієвого багновця Ammodramus savannarum caribaeus, підвид рудошийого бруанта Zonotrichia capensis insularis, підвид цитринового трупіала Icterus nigrogularis curasoensis, підвид золотистого пісняра-лісовика Setophaga petechia rufopileata, підвид чорноволого потроста Melanospiza bicolor sharpei та кілька підвидів цереби (Coereba flaveola). Майже ендемічними представниками регіону є білокрилі голуби (Patagioenas corensis) та дуже рідкісні жовтоплечі амазони (Amazona barbadensis).
Серед кактусових чагарників екорегіону зустрічаються різноманітні ящірки, зокрема численні ігуани, незважаючи на те, що місцеві жителі часто полюють на них та вживають у їжу. Ендеміками Аруби є арубські листопалі гекони (Phyllodactylus julieni) та арубські батогохвости (Cnemidophorus arubensis), ендеміками Кюрасао — кюрасайські батогохвости (Cnemidophorus murinus), а ендеміками Бонайре — бонайрські аноліси (Anolis bonairensis) та бонайрські батогохвости (Cnemidophorus ruthveni). Крім того, на островах регіону зустрічаються звичайні ігуани (Iguana iguana), антильські гекони (Gonatodes antillensis), нідерландські листопалі гекони (Phyllodactylus martini) та смугасті аноліси (Anolis lineatus). Серед поширених в регіоні змій слід відзначити звичайного удава (Boa constrictor) та звичайну мусурану (Clelia clelia), а також ендемічних арубських гримучників (Crotalus unicolor) і кюрасайських полозів (Erythrolamprus triscalis) та майже ендемічних арубських котячеоких змій (Leptodeira bakeri).

## Збереження
На Арубі, Кюрасао та Бонайре досі існують великі масиви кактусових чагарників. Оскільки туризм є важливою галуззю господарства в регіоні, місцеві органи влади ретельно працюють над збереженням природної спадщини островів. На всіх трьох островах знаходяться заповідники, присвячені збереженню унікальних чагарникових угруповань та місцевої фауни. Найбільшими з них є Національний парк Вашингтон-Слагбаай, який охоплює майже третину Бонайре, Національний парк Арікок, який займає майже 18 % території Аруби, а також Крістоффельпарк, розташований на півночі Кюрасао. Крім того, північне та східне узбережжя Аруби займає прибережна захисна зона, яка простягається на 1 км вглиб острова. В минулому знищення природної рослинності на Арубі призвело до того, що щонайменше 11 з 48 місцевих видів дерев стали дуже рідкісними, внаслідок чого були проведені заходи з відновлення рослинного покриву шляхом висаджування дерев та боротьби з козами.
Незважаючи на заходи зі збереження природи островів, знищення місцевої рослинності шляхом неконтрольованої забудови продовжує становити проблему. Колоноподібні кактуси вважаються "бур'янами", і їх навмисно видаляють з усіх місць, де ведеться забудова. Втрата кактусів, у свою чергу, призводить до зменшення популяцій рідкісних кажанів, метеликів та інших тварин. На островах є багато диких кіз та овець, випас яких пошкоджує місцеву рослинність. Дослідження показали, що присутність інтродукованих копитних може змінити баланс видів, що зустрічаються на островах; у районах, де багато копитних, як правило, переважають види, стійкі до поїдання, такі як опунції (Opuntia spp.), тоді як в інших районах вища частка видів, вразливих до надмірного випасу.